# Monterfil
Monterfil est une commune française située dans le département d'Ille-et-Vilaine en région Bretagne. Elle fait partie de la communauté de communes Montfort Communauté et appartient au Pays de Brocéliande.

## Géographie

### Situation
La commune est située à 24 km à l'ouest de Rennes, chef-lieu de département et de région. Traditionnellement, la commune fait partie du Pays pourpre.
|             | Iffendic   | Talensac      |
| Saint-Péran | Monterfil  | Le Verger     |
|             | Treffendel | Saint-Thurial |

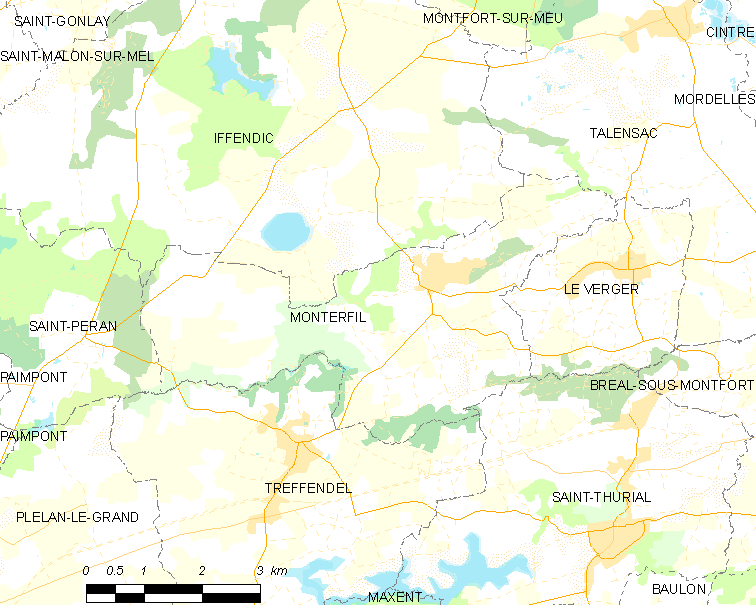
Carte de Monterfil et des communes avoisinantes.

### Relief et hydrographie
Commune formant un rectangle dont la longueur est dans le sens Ouest-Est, Monterfil présente un paysage très bosselé, fait de landes et de schistes, avec des hauteurs boisées de pins qui constituent des balcons sur des vallées profondes et encaissées. Le bourg est perché avec une vue sur la vallée du Serein. En plein bourg « un rocher a été conservé pour séparer l'école publique de l'école privée ».
Les altitudes vont de 131 mètres (à l'extrême ouest du finage communal, à la limite avec Saint-Péran) à 35 mètres (à l'extrémité orientale du territoire communal, à l'endroit où la rivière Serein quitte la commune, à la limite avec Le Verger et Talensac), la pente générale étant vers l'Est. Le bourg est situé sur un escarpement dominant la rive gauche de la vallée du Serein, face au sud, échelonné entre une soixantaine et une centaine de mètres d'altitude.

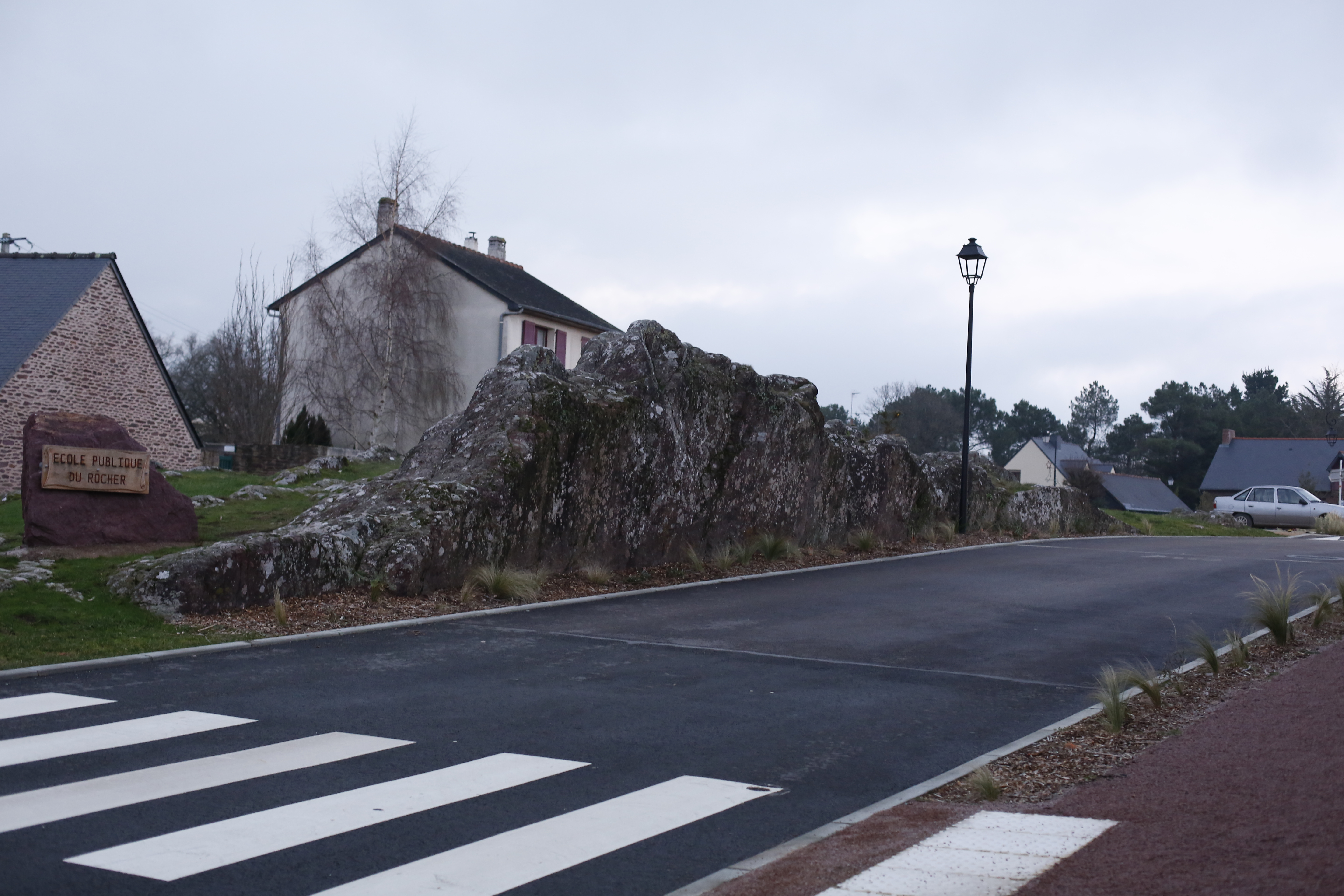
Rocher dans le bourg de Monterfil.
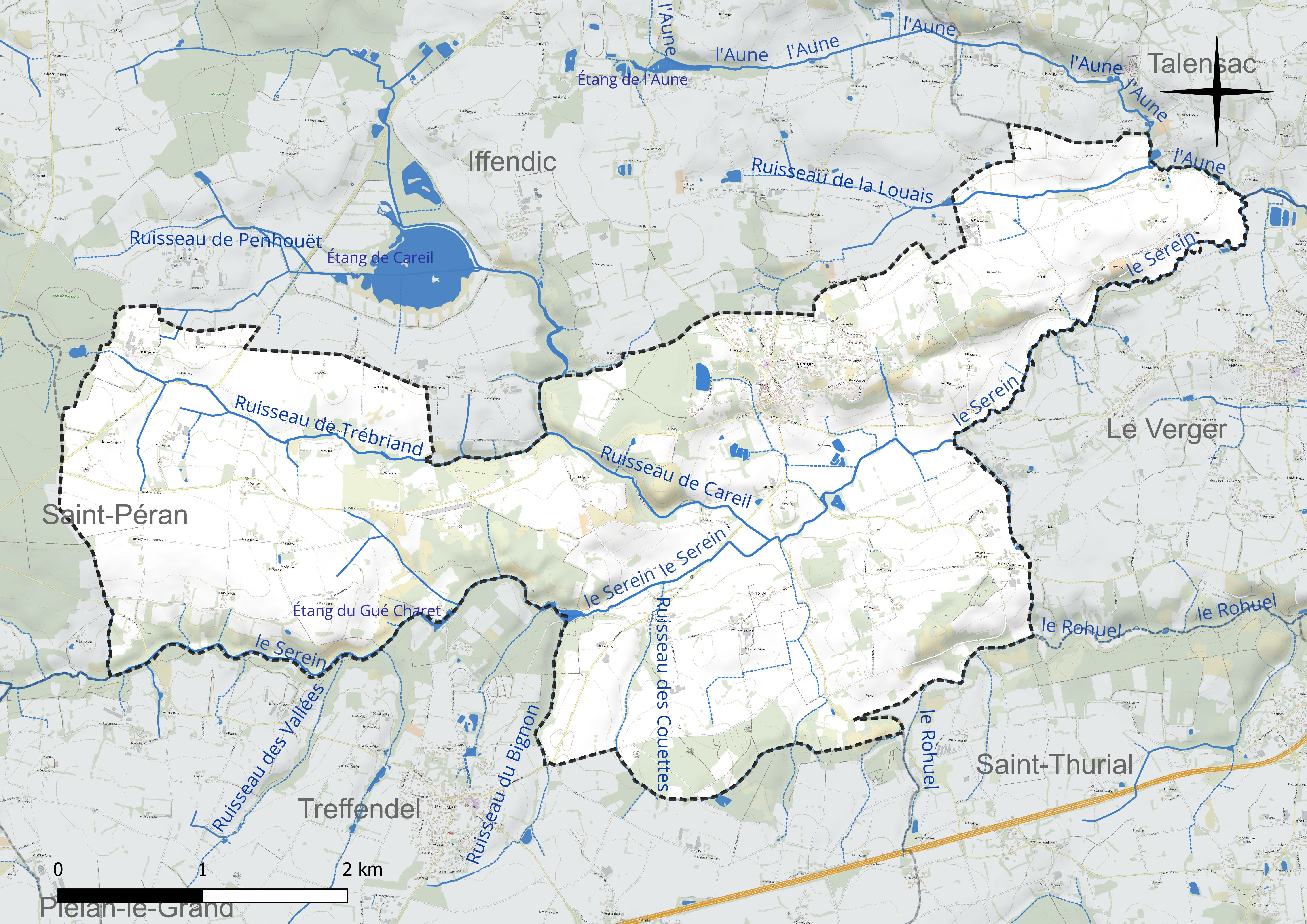
Carte du réseau hydrographique de Monterfil.

Le cours d'eau principal de la commune est le Serein, un affluent du Meu et sous-affluent de la Vilaine, qui traverse la commune approximativement en son milieu et passant au sud du bourg, mais en marque aussi la limite communale à deux reprises : en amont, au sud-ouest, la séparant de Treffendel, mais aussi en aval, la séparant de Le Verger ; le long de son cours, le Serein alimente deux petits étangs situés à la limite avec Treffendel, l'étang du Gué Charet et l'étang de l'Etunel : entre ces deux étangs la vallée du Serein se creuse obligeant ses eaux du Serein à sauter quelques marches, formant de jolies cascades ; un sentier botanique permet de découvrir le richesse et la diversité  de ce milieu naturel, qui abrite notamment notamment de l'osmonde royale et de l'aulne glutineux.
Plusieurs autres cours d'eau concernent Monterfil, les principaux étant le Ruisseau de la Louais (un affluent de rive gauche du Serein, qui conflue avec celui-ci juste à l'endroit où ce cours d'eau quitte le territoire communal), le Ruisseau de Careil (tributaire de l'étang de Careil, situé dans la commune voisine d'Iffendic) et son affluent le Ruisseau de Trébriand, le ruisseau de la Besselais (qui sous le nom de Ruisseau de Rohuel, nom qu'il porte plus en aval, est un affluent de rive droite du Meu).

### Géologie
De nombreux monticules de schiste s'élèvent au-dessus du sol, entourant le bourg de toutes parts ; du quartzite affleure également.

### Hydrographie
Pour un article plus général, voir Réseau hydrographique d'Ille-et-Vilaine.
La commune est située dans le bassin Loire-Bretagne. Elle est drainée par le Serein, l'Aune, le Rohuel, le ruisseau de Careil, le ruisseau de la Louais, le ruisseau de Trébriand, le ruisseau des Couettes, le ruisseau des Vallées, le ruisseau du Bignon et le ruisseau du Presbytère,,.
Le Serein, d'une longueur de 20 km, prend sa source dans la commune de Paimpont et se jette  dans le Meu à Talensac, après avoir traversé sept communes. 

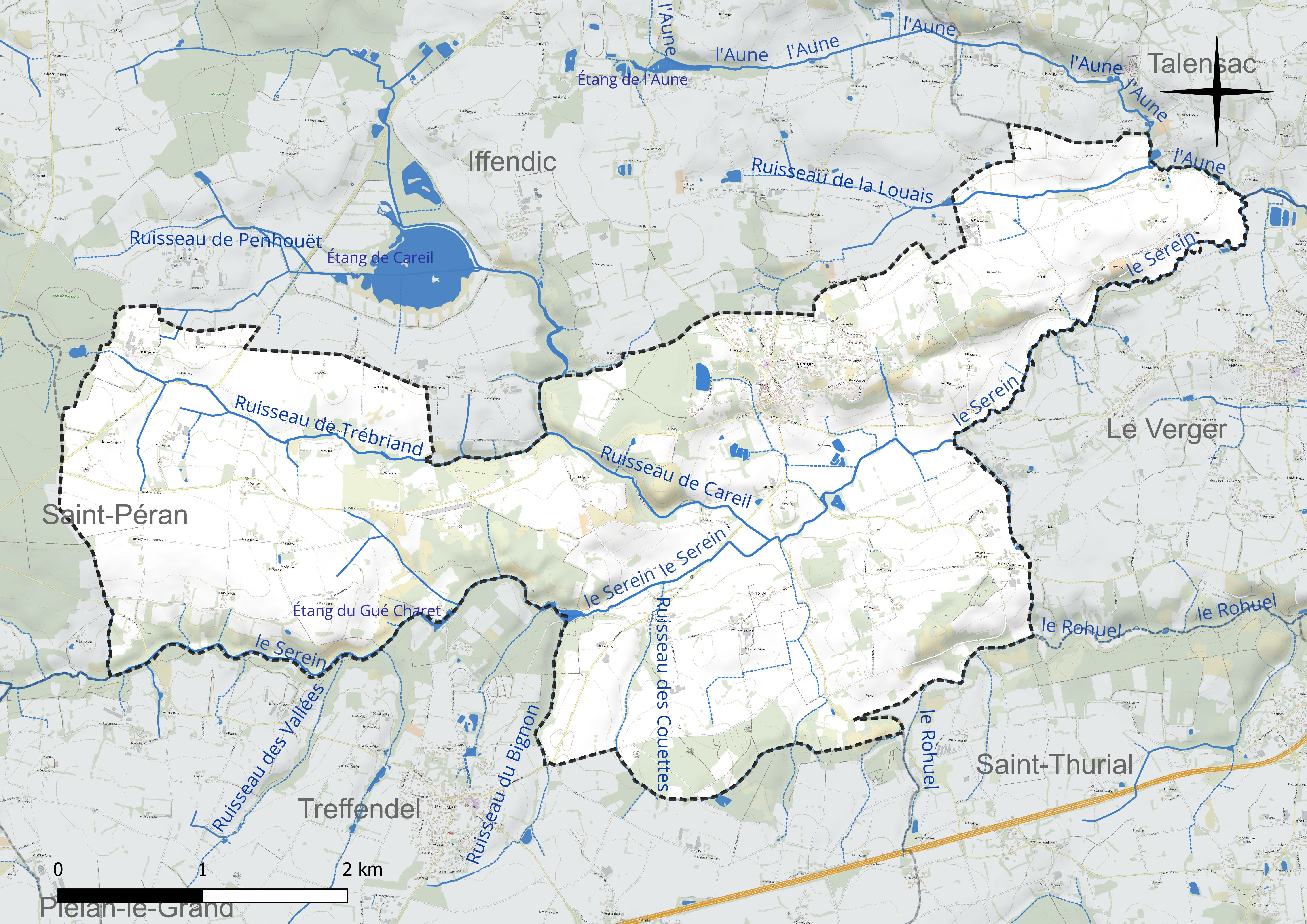
Réseau hydrographique de Monterfil.

Deux plans d'eau complètent le réseau hydrographique : l'étang de l'Etunel, d'une superficie totale de 1,7 ha (1,25 ha sur la commune) et l'étang du Gué Charet, d'une superficie totale de 0,8 ha (0,26 ha sur la commune),.

### Climat
Pour des articles plus généraux, voir Climat de la Bretagne et Climat d'Ille-et-Vilaine.
En 2010, le climat de la commune est de type climat océanique altéré, selon une étude du CNRS s'appuyant sur une série de données couvrant la période 1971-2000. En 2020, Météo-France publie une typologie des climats de la France métropolitaine dans laquelle la commune est exposée à un climat océanique et est dans la région climatique  Bretagne orientale et méridionale, Pays nantais, Vendée, caractérisée par une faible pluviométrie en été et une bonne insolation. Parallèlement l'observatoire de l'environnement en Bretagne publie en 2020 un zonage climatique de la région Bretagne, s'appuyant sur des données de Météo-France de 2009. La commune est, selon ce zonage, dans la zone « Intérieur Est », avec des hivers frais, des étés chauds et des pluies modérées.
Pour la période 1971-2000, la température annuelle moyenne est de 11,4 °C, avec une amplitude thermique annuelle de 12,7 °C. Le cumul annuel moyen de précipitations est de 787 mm, avec 12,5 jours de précipitations en janvier et 6,4 jours en juillet. Pour la période 1991-2020, la température moyenne annuelle observée sur la station météorologique la plus proche, située sur la commune du Rheu à 14 km à vol d'oiseau, est de 12,2 °C et le cumul annuel moyen de précipitations est de 720,4 mm,. Pour l'avenir, les paramètres climatiques de la commune estimés pour 2050 selon différents scénarios d'émission de gaz à effet de serre sont consultables sur un site dédié publié par Météo-France en novembre 2022.
Le 26 juin 1993 il est tombé 130 mm de pluie en 1h 30 à Monterfil.

### Paysages et habitat
La commune présente un paysage agraire traditionnel de bocage avec un habitat dispersé formé de hameaux et fermes isolées. Ce paysage a été en bonne partie préservé, même si une modeste rurbanisation est perceptible aux abords du bourg traditionnel, au nord et à l'est de celui-ci (quartiers de la Noë Blanche, le Closel, la Bétangeais et les Roctays).

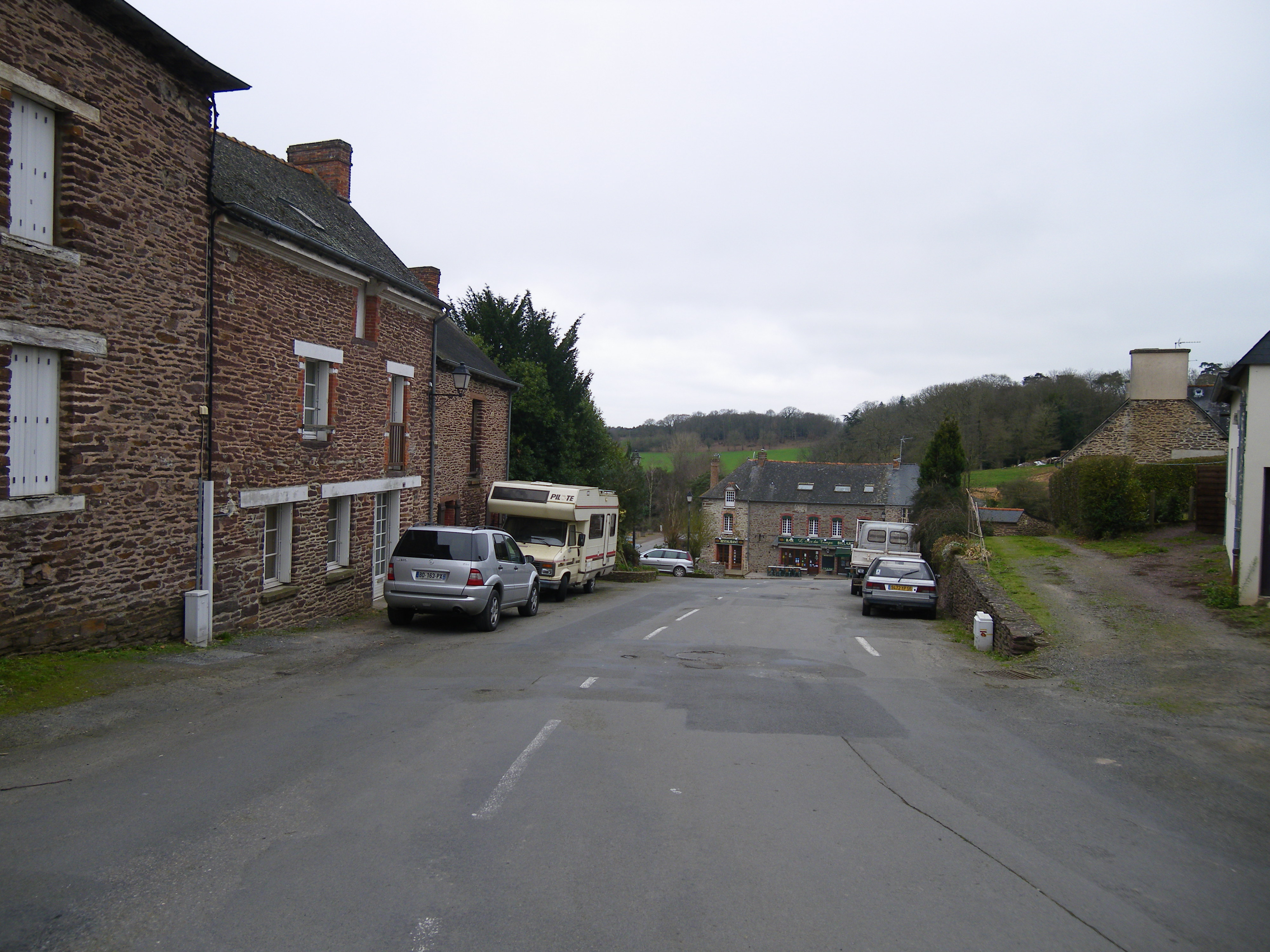
Vue partielle du bourg de Monterfil.
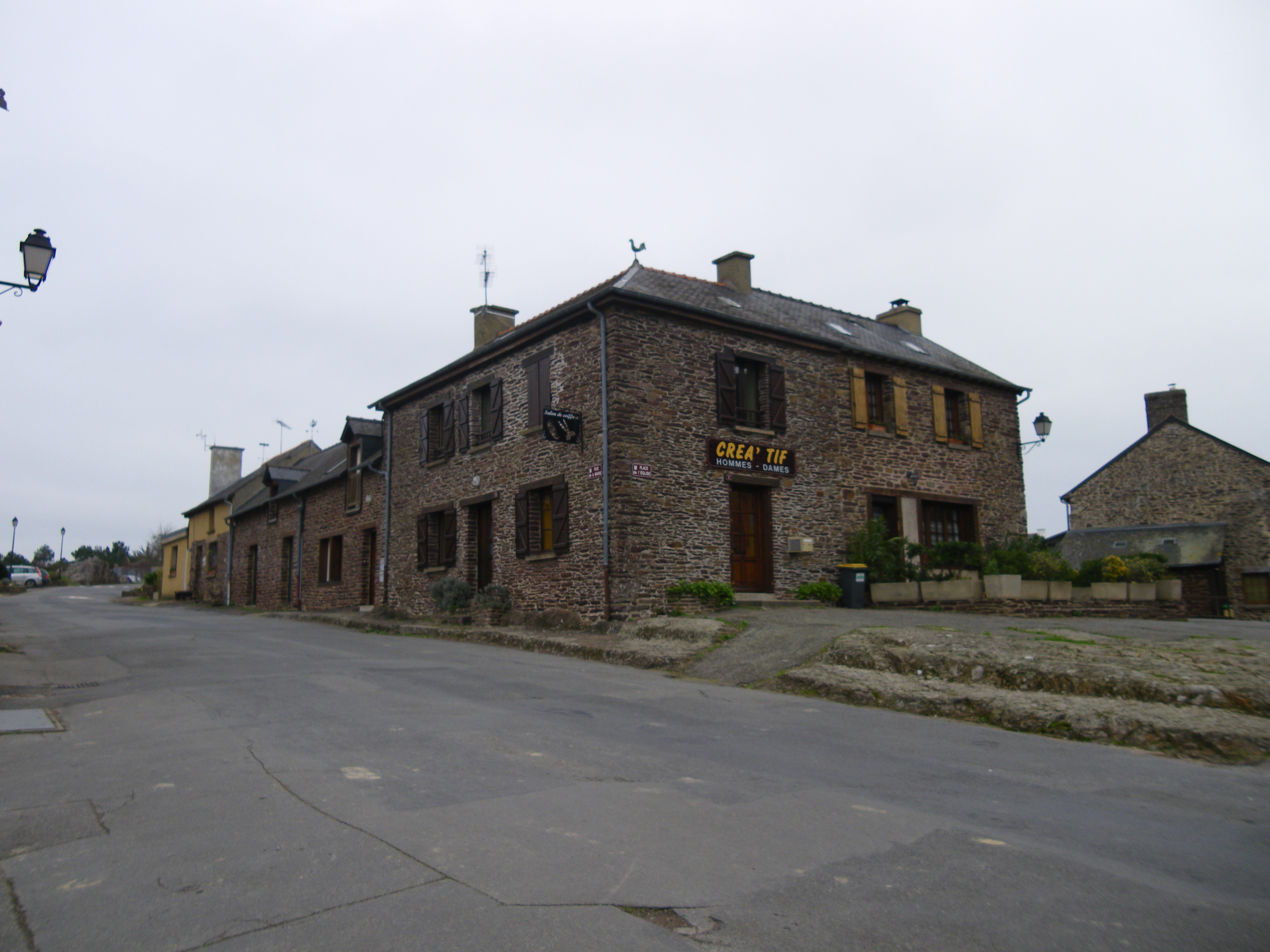
Maisons du bourg de Monterfil.
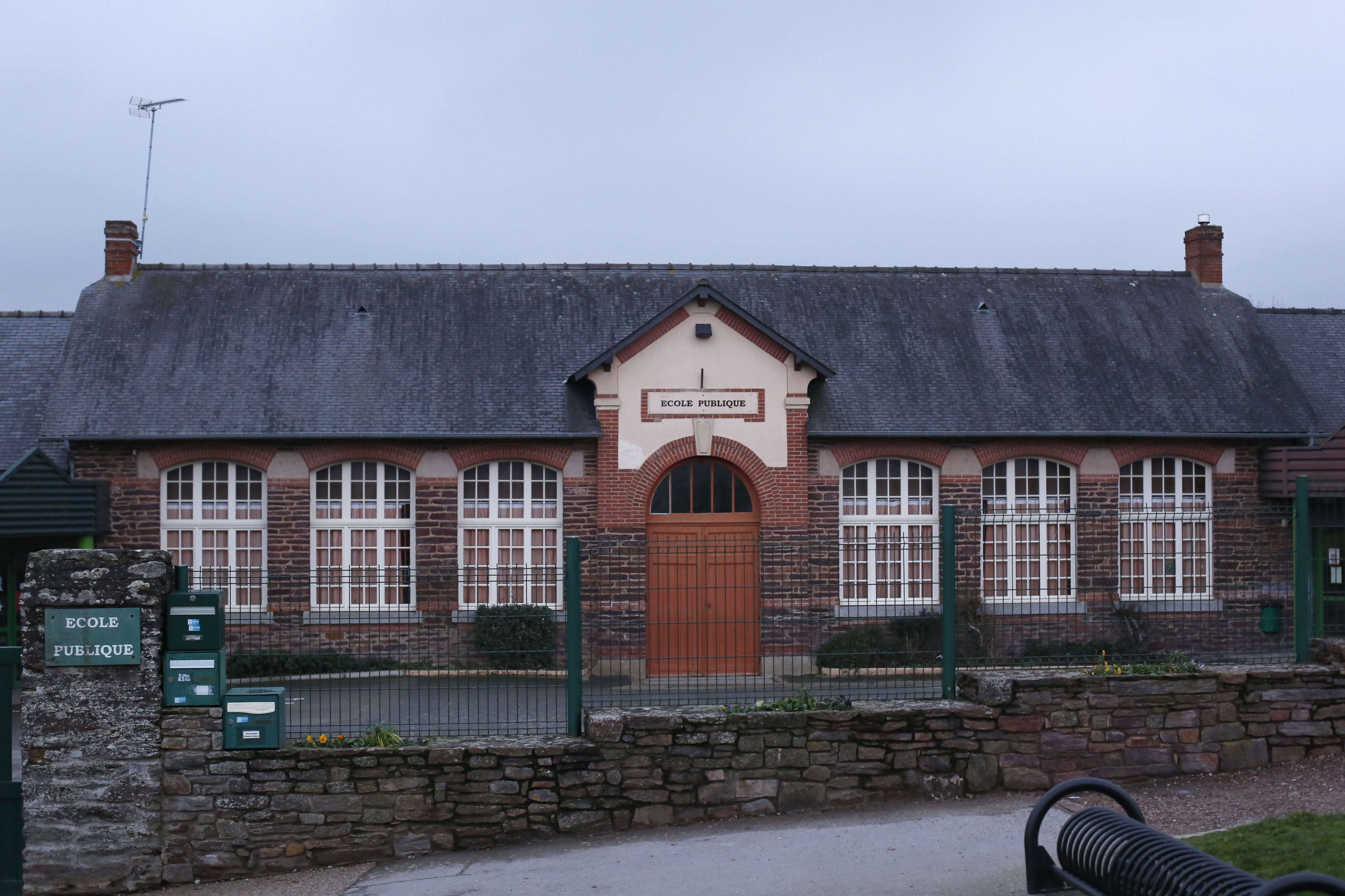
L'école publique de Monterfil.

Les bois et landes occupent une partie notable du territoire dans la partie occidentale de la commune, la plus élevée, ainsi que le long de la vallée du Serein, à la limite sud-ouest de la commune.

### Transports
Monterfil est à l'écart des grands axes de circulation, desservi uniquement par des routes secondaires, la principale étant la  D 40, axe est-ouest qui, côté est, rejoint la Route nationale 24 (voie express de Rennes à Lorient) sur le territoire de la commune de Bréal-sous-Montfort et, côté ouest, se diriger vers Saint-Péran.
Monterfil est traversé par le GR du Pays de Brocéliande.
Transport en commun : ligne BreizhGo 1 Rennes - Paimpont.

## Urbanisme

### Typologie
Au 1er janvier 2024, Monterfil est catégorisée bourg rural, selon la nouvelle grille communale de densité à sept niveaux définie par l'Insee en 2022.
Elle est située hors unité urbaine. Par ailleurs la commune fait partie de l'aire d'attraction de Rennes, dont elle est une commune de la couronne,. Cette aire, qui regroupe 183 communes, est catégorisée dans les aires de 700 000 habitants ou plus (hors Paris),.

### Occupation des sols
L'occupation des sols de la commune, telle qu'elle ressort de la base de données européenne d'occupation biophysique des sols Corine Land Cover (CLC), est marquée par l'importance des territoires agricoles (76,8 % en 2018), en diminution par rapport à 1990 (77,9 %). La répartition détaillée en 2018 est la suivante : 
zones agricoles hétérogènes (40,1 %), terres arables (26,7 %), forêts (10,5 %), prairies (10 %), milieux à végétation arbustive et/ou herbacée (8,7 %), zones urbanisées (4 %). L'évolution de l'occupation des sols de la commune et de ses infrastructures peut être observée sur les différentes représentations cartographiques du territoire : la carte de Cassini (XVIIIe siècle), la carte d'état-major (1820-1866) et les cartes ou photos aériennes de l'IGN pour la période actuelle (1950 à aujourd'hui).

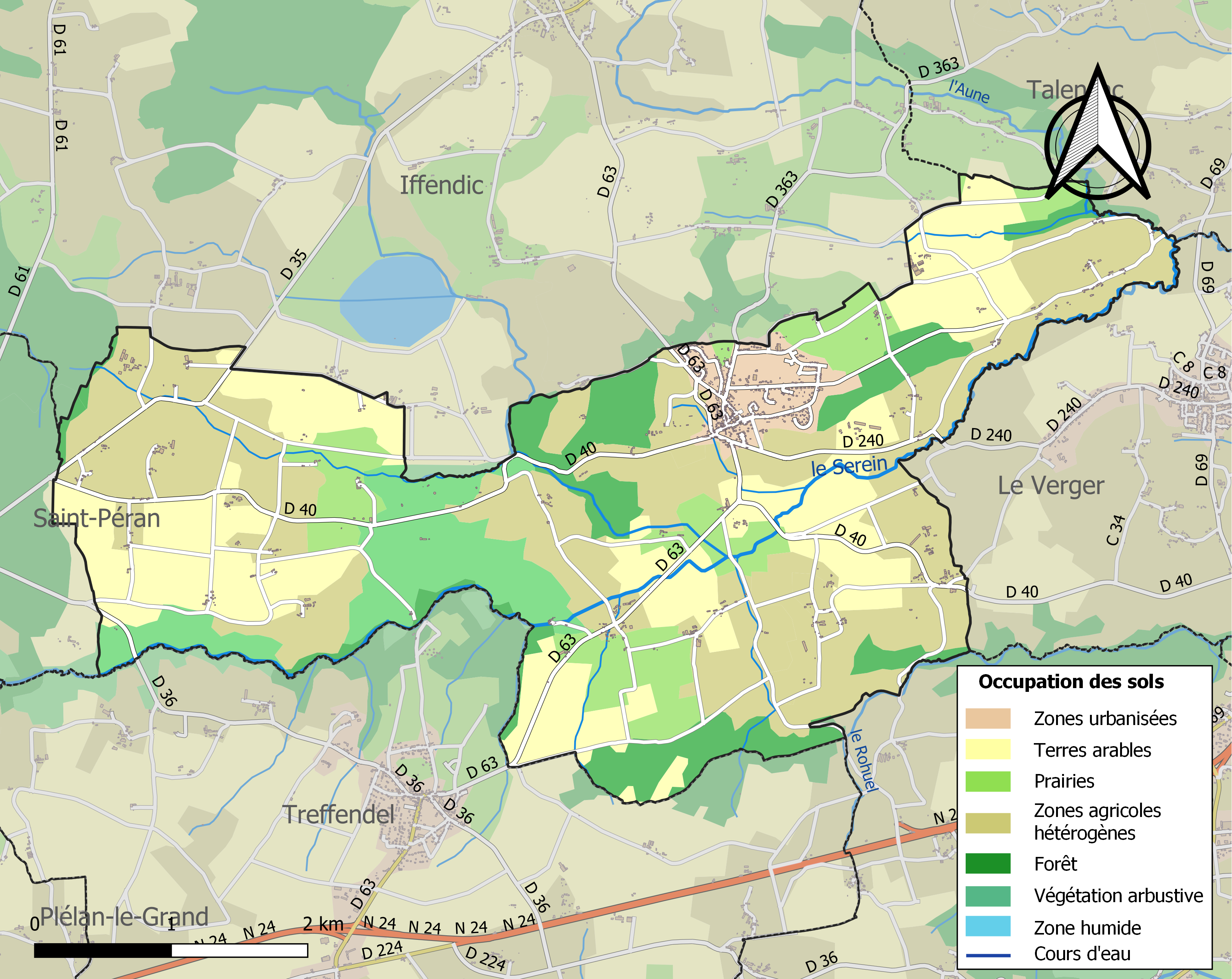
Carte des infrastructures et de l'occupation des sols de la commune en 2018 (CLC).

## Toponymie
Le nom de la localité est attesté sous les formes Monstorfil et Monstorfin au cours du XIIe siècle, Monterfi en 1152, Monterfil au XIVe siècle,.
Monterfil est issu du latin Monasterium (Monastère) et du saint Breton Fili.
Son nom en gallo est Mouteurfi.

## Histoire

### Origines
Le territoire de la commune est occupé durant la période gallo-romaine, comme en témoigne la découverte de gisements de tegulae aux lieux-dits de la Bouexière et d'Issaugouet.
Le VIIe siècle voit l'arrivée des évangélisateurs bretons. Sur les traces de saint Malo, d'autres évangélisateurs vont aller convertir l'intérieur du pays[réf. nécessaire]. Monterfil est rattaché au diocèse de Saint-Malo jusqu'au Concordat, alors que Rennes n'est qu'à 25 km.

### Moyen Âge
Monterfil est un démembrement de l'ancienne paroisse d'Iffendic. Selon Adolphe Orain « cette paroisse doit son origine à une chapelle (dédiée à saint Étienne) et un hôpital fondés en ce coin de terre au VIIe siècle par saint Maëlmon, évêque d'Aleth » grâce aux libéralités de saint Judicaël, roi de Bretagne.
Au XIIe siècle, les chanoines réguliers de l'abbaye de Montfort fondent un prieuré à Monterfil. Les dîmes de Monterfil furent donnés en 1151 par Guillaume Ier de Gaël-Montfort à cette abbaye.
La seigneurie de Monterfil, qui disposait des droits de haute, moyenne et basse justice, appartenait en 1400 à Alain de Monterfil ; à cette même date la Noë-Coadonu appartenait à Guillaume Houllier et Ranriou à Alain du Bois, qui possédait aussi la métairie noble de Bohanin.

### Temps modernes
Une famille seigneuriale qui porte son nom : les sires de Monterfil jouèrent un certain rôle en Bretagne aux XIVe siècle et XVe siècle. Le château de cette famille était sensiblement à l'emplacement du château du Logis actuellement. Ce château avait droit de haute justice. Vers 1560, sous le règne de François II et de Charles IX, la fureur des calvinistes éclata en rébellion ouverte. Les hérétiques s'étaient répandus dans toute la France et allumèrent partout une guerre civile. Dans leurs incursions, ils dévastaient et brûlaient les églises dont la première église de Monterfil (Saint-Étienne). Les registres paroissiaux de Monterfil et des communes environnantes ayant été portés au château de Comper pour y être brûlés, il est certain qu'on ne trouve aucun registre antérieur à 1588 dans toutes ces paroisses. Non seulement les églises, mais les prêtres, les religieux, les religieuses, rien n'échappait à la fureur de ces « impies ». Nous avons dans cette paroisse de Monterfil des preuves de la cruauté des calvinistes qu'on y appelait comme ailleurs « huguenots. » Près du village de la Clopinais et devant celui de Saint-Ahan est un endroit nommé « la fosse aux Dames » où ces impies massacrèrent et enterrèrent deux religieuses de Saint-Georges (Abbaye Saint-Georges de Rennes) qui demeuraient au presbytère près de la chapelle de ce village.
En 1570, un descendant des sires de Monterfil, Jehan de la Villehué, s'en alla guerroyer dans le Midi de la France contre les huguenots. Or il arriva que se trouvant dans les environs de Cahors, capitale du Quercy, le vaillant et pieux gentilhomme tomba dans une embuscade où il devait périr avec tous les siens. Le guerrier dans la vivacité de sa foi bretonne, implora la protection de saint Genulphe (saint Genou), ancien évêque de Cahors au IIIe siècle « qui était en grande vénération dans ces contrées ». Il fit vœu de lui bâtir une église s'il obtenait la vie sauve pour lui et pour ses hommes (vitrail sud de l'église actuelle, au-dessus de l'orgue). Sorti vainqueur du combat et de retour sur ses terres, le seigneur de Monterfil se mit en mesure d'accomplir son vœu, une église. Il voulut que saint Genou fût le premier patron de cette église qui se trouve achevée en 1576, à l'emplacement de la chapelle primitive (près de la fontaine et chapelle Saint-Genou actuelles).
Jehan de la Villehué fit également creuser un fossé appelé « fosse Saint-Genou. » Au XVIe siècle ce fossé délimitait l'ancien fief seigneurial de Monterfil. Des tronçons en étaient encore visibles entre le Buron et la Loie avant le remembrement à la limite entre Monterfil et Iffendic.
Les moines de l'abbaye Saint-Jacques de Montfort desservirent la paroisse jusqu'en 1745, date à laquelle fut nommé un prêtre séculier qui eût pour son entretien la dîme de la section d'Isaugoët et d'outre-Serain.
Le sire de Montfort était traditionnellement seigneur fondateur et prééminencier de l'église paroissiale, mais en 1642 le seigneur de Montfort, le duc de la Trémoille, vendit ces droits au seigneur de Monterfil (famille Busnel). Une confrérie du Rosaire existait dans l'église paroissiale, son existence est attestée en 1742 et sa chapelle en 1766.

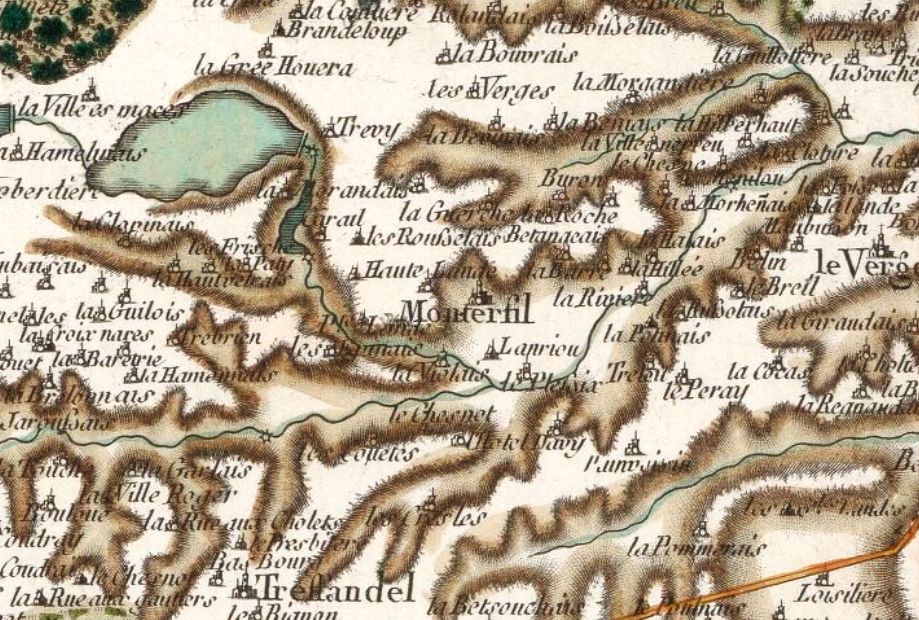
Carte de Cassini de la paroisse de Monterfil et de ses environs (1785).

Jean-Baptiste Ogée décrit ainsi Monterfil en 1778 : 

« Monterfil ; auprès de l'étang de Ville-Mocé [étang de la Ville-ès-Macé, c'est-à-dire l'étang de Careil], qui forme la principale source de la rivière d'Aph [faux, du Serein] ;  à 14 lieues au Sud de Saint-Malo, son évêché ; à 4 lieues deux tiers de Rennes, son ressort et à 2 lieues de Montfort, sa subdélégation. On y compte 1 500 communiants : la collation de la cure appartient à l'Abbé de Saint- Jacques de Montfort. Ce territoire offre à la vue des terres bien cultivées, des prairies, et des landes : c'est un pays marécageux et couvert de bocage, qui produit beaucoup de fruits dont on fait du cidre. »

### Révolution française
La réunion du général des paroissiens de Monterfil en vue de la préparation des États généraux de 1789 se tint le 5 avril 1789 ; elle réunit, sous la présidence de Jean-Baptiste Lemarchand, procureur fiscal de la paroisse, 16 paroissiens sachant signer et plusieurs autres ne le sachant pas ; deux députés, Joseph Berhault, de Haut Vent et Julien Duault, de la Potinais, furent élus pour représenter la paroisse à l'assemblée du tiers-état de la sénéchaussée de Rennes. Un cahier de doléances fut rédigé, consultable sur le site internet cité en référence.
Toujours d'après la tradition orale (père Paul Bougeard de la Bétangeais) un cimetière aurait été ouvert à ces moments afin de recevoir les nombreuses victimes des combats locaux, le cimetière paroissial situé à l'emplacement du Sacré-Cœur actuel s'avérant trop petit. Ce cimetière « chouan » se situerait à gauche de la route de la Bétangeais en direction du Chêne à environ 300 m de la Bétangeais. Avant le remembrement (1964) un carré de 20 m de côté était taluté sur trois de ses côtés et figurait sur les cadastres de la commune. Il reste actuellement quelques châtaigniers à cet emplacement.
L'abbé Delorme, curé de Monterfil, prêtre réfractaire, doit fuir la paroisse. Il se réfugie à Jersey, il emmène avec lui les archives paroissiales en date depuis 1588, il va les déchiffrer et les traduire en français moderne. Toutes les naissances seront classées par ordre alphabétique. Ce document est conservé aux archives départementales d'Ille-et-Vilaine. Jusqu'à cette époque, Monterfil ne possédait aucune voie de communication. Seuls des chemins creux, souvent impraticables six mois de l'année, servaient de desserte aux habitants. Dans ces conditions, les habitants de la commune vivaient en autarcie et les échanges se limitaient aux communes voisines de Treffendel, Saint-Péran et à la côtière d'Iffendic.

### LeXIXesiècle

#### De la tradition à la modernité
Se reportant aux années 1830, Monterfil est vierge de toute voie de communication. Il n'y a aucune route, pas d'école, pas d'électricité encore moins de téléphone; pas d'eau au robinet; et ne parlons pas des salles et terrains de sports ou de salle multifonction car ceci est un luxe pour gens fortunés c'est-à-dire la noblesse et les bourgeois. La seule chose que l'on peut remarquer est un changement de mentalité. Elle voit le jour avec les années qui suivent la Révolution. D'abord la naissance des communes (1789) sur les limites des paroisses. L'instauration des conseils municipaux prend peu à peu ses marques par rapport au « Conseil de fabrique. » Ce dernier était, sous l'Ancien Régime, composé des représentants des trois ordres : la noblesse, le clergé et les représentants des paroissiens qui eux, sont souvent soumis aux deux premiers. Cette entité disparaît en 1905 avec la loi de séparation des Églises et de l'État. Les documents d'époque l'attestent[réf. nécessaire]. L'apparition de nouvelles élites s'affirme au fil des années, tout en gardant le positif de la Révolution française, c'est-à-dire améliorer les conditions de vie du peuple. Parallèlement la noblesse perd de son influence et quelquefois se ruine mais de nouveaux riches apparaissent.
L'industrialisation et le commerce deviennent florissants. Monterfil en est un exemple avec la famille Oberthür, elle fait fortune dans l'imprimerie et la fabrique de brosses. Elle est très influente sur la commune pendant plus d'un siècle.

#### Monterfil décrit vers le milieu duXIXesiècle
Une épidémie de variole sévit dans la région de Monterfil en 1854-1855 : « Au mois de décembre la maladie atteignit la commune de Monterfil avec une telle intensité que, dans le courant de janvier, on y comptait plus de 200 malades ; Élie gagna de là les communes environnantes, et on put l'observer sur plus de 400 individus » ; elle provoqua pręs de 40 décès dans l'arrondissement de Montfort.
A. Marteville et P. Varin, continuateurs d'Ogée, décrivent ainsi Monterfil en 1853 :

« Monterfil (sous l'invocation de saint Genou) : commune formée de l'ancienne paroisse de ce nom. (...) Principaux villages : la Béquille, la Clopinais, les Epinays, la Barre, la Ville-Neveu, la Ville-Aubert, Menilou, les Rochelles, Painvoisin, les Couëttes, la Bretonais, Issogouette. Superficie totale : 1 694 hectares 19 ares, dont (...) terres labourables 897 ha, prés et pâturages 160 ha, bois 32 ha, vergers et jardins 25 ha, landes et incultes 480 ha, étangs 3 ha, constructions : 270 (...). Moulins : 3 (de Bonnais, d'Abas, de l'Arche, à eau). Le bourg de Monterfil est situé non loin de l'ancien et bel étang de Carray, qui a été récemment desséché, et que traversait la petite rivière de Serain. L'église est dans un fond et bâtie entre deux coteaux. Sur l'un d'eux s'élève le bourg ; sur l'autre était l'ancien château de Monterfil, aujourd'hui remplacé par une maison moderne, récemment construite par M. de Farcy-de-la-Ville-au-Bois. Géologie : quartzite ; schiste à 1 km au Sud. On parle le français [en fait le gallo]. »

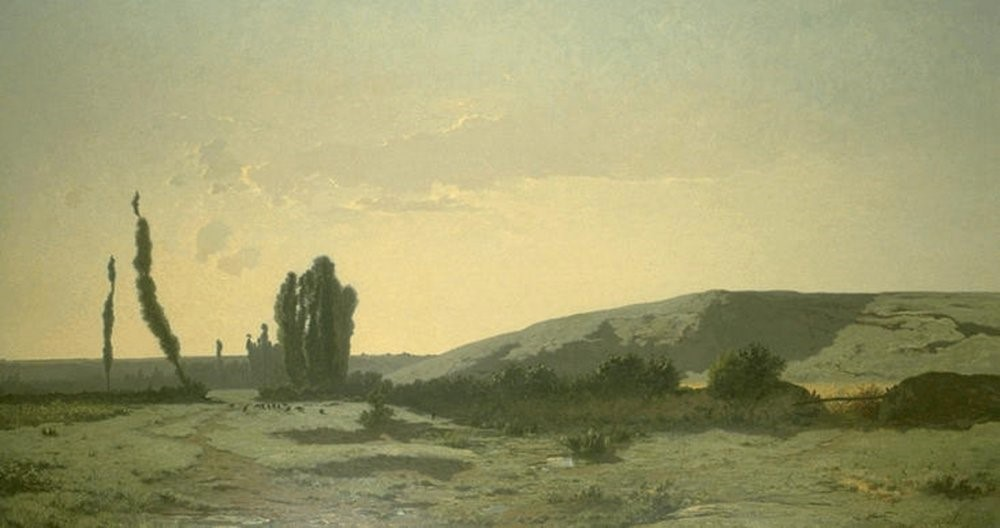
Francis Blin ː Le matin dans la lande, souvenir de Monterfil (1859, huile sur toile, Musée des Beaux-Arts de Rennes).

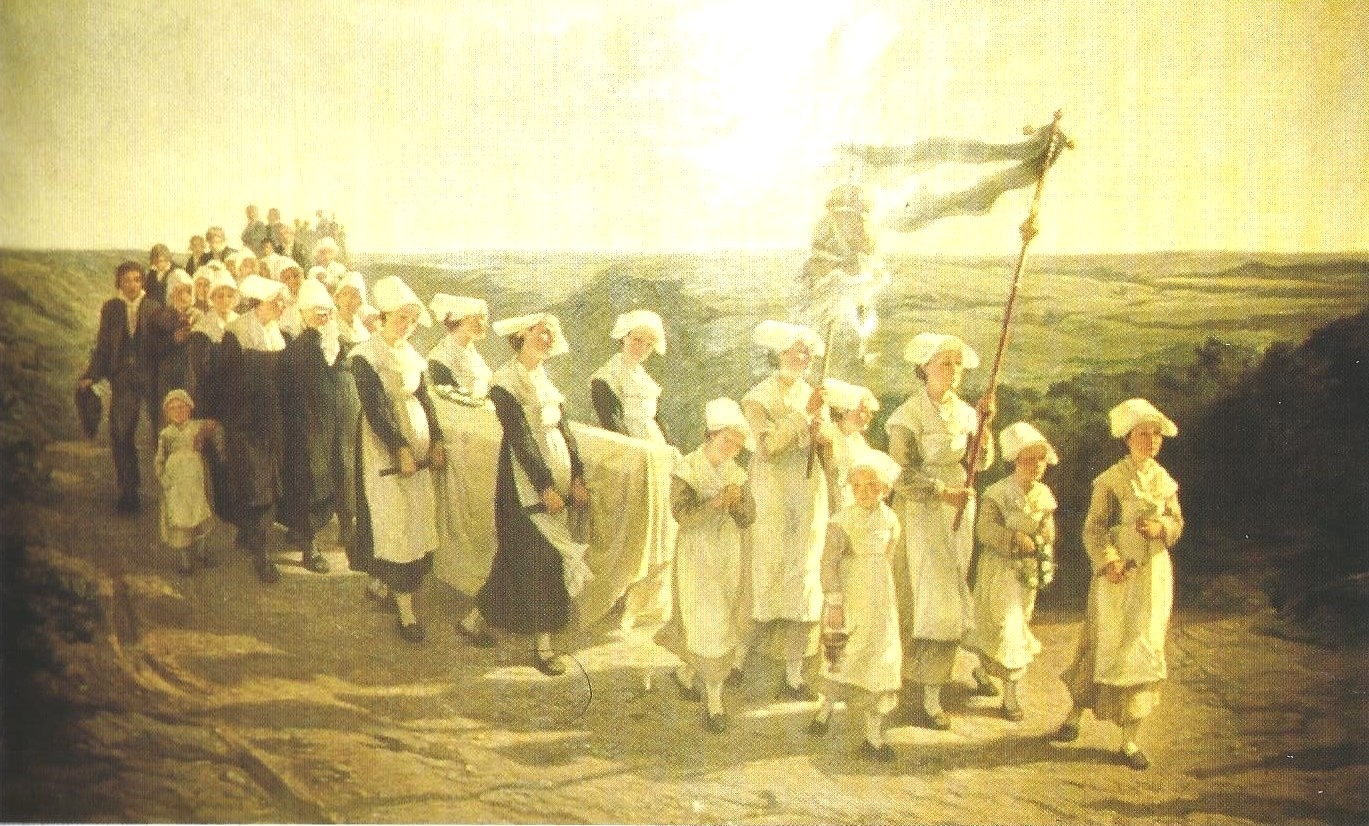
Amédée Guérard ː Convoi [mortuaire] d'une jeune fille se rendant à l'église de Monterfil (1861, huile sur toile, Musée d'Art et d'Histoire d'Auxerre).

Deux peintres connus ont peint à Monterfil à cette époque : Francis Blin et Amédée Guérard (les parents de Francis Blin avaient une propriété à Monterfil et Amédée Guérard se lia d'amitié avec lui). Un tableau d'Amédée Guérard présenté au Salon de 1859 et intitulé Une messe du matin à Monterfil est ainsi décrit: « Les hommes sont d'un côté, les femmes de l'autre, suivant la coutume du pays, et l'officiant regarde ses paroissiens (...). La beauté est chose rare dans ce canton, et nous plaignons ceux qui vont y chercher femme. (...) L'architecture est bien disposée et la lumière pénètre sous les voûtes de cet intérieur ». Lors du même Salon, Francis Blin exposé deux tableaux, dont l'un est intitulé Matin dans la lande, souvenir de Monterfil.

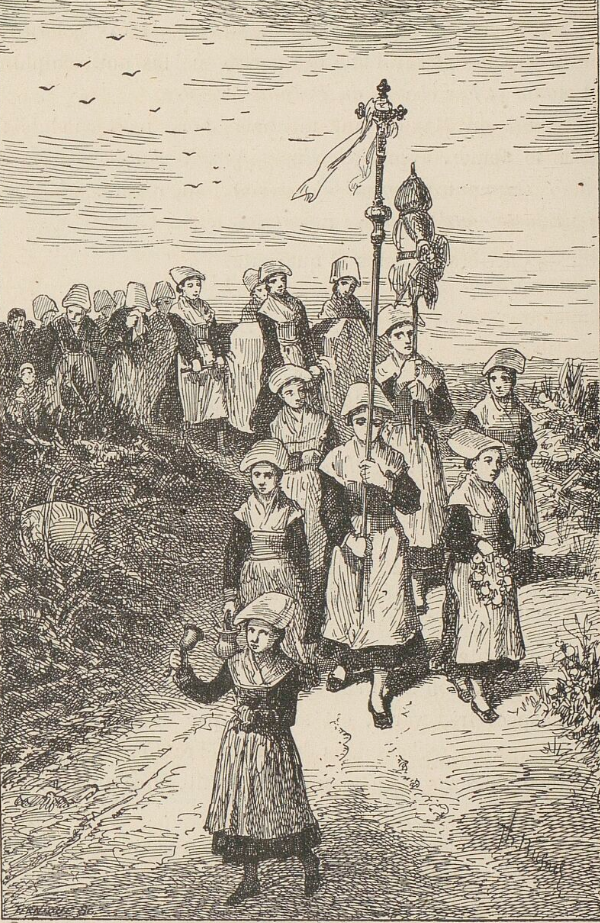
Adolphe Orain : Enterrement de jeune fille à Monterfil (dessin, 1882).

En 1868 un recensement établit une liste de 95 infirmes et indigents dont 5 mendiants et 90 « pauvres honteux. » Terme employé pour designer les personnes bénéficiant de l'assistance d'un médecin gratuitement.

### LeXXesiècle

#### La Belle Époque
Le 5 mars 1906 l'inventaire des biens d'église à Monterfil est effectué par le percepteur de Bréal-sous-Montfort, accompagné de deux gendarmes ; « la population toute entière a écouté avec un recueillement et un silence impressionnant la protestation du recteur : « Quant à la mission dont vous êtes le mandataire, je la récuse, et, en mon nom, au nom de Messieurs les membres de la Fabrique, gardiens comme moi de biens inviolables et sacrés, au nom de tous les catholiques de Monterfil qui se réclament à bon droit les seuls propriétaires de leur église, je déclare cet inventaire que vous allez faire, vexatoire, odieux et sacrilège. (...) ». Le percepteur (...) s'est retiré aussitôt que lui a été signifié le refus de lui livrer les clefs de l'église. Après quelques prières récitées à genoux sur la place publique, tous les habitants se sont retirés, profondément émus ».
Un décret du Président de la République en date du 1er septembre 1909 attribue, à défaut de bureau de bienfaisance, à la commune de Monterfil les biens ayant appartenu à la fabrique et placés sous séquestre.

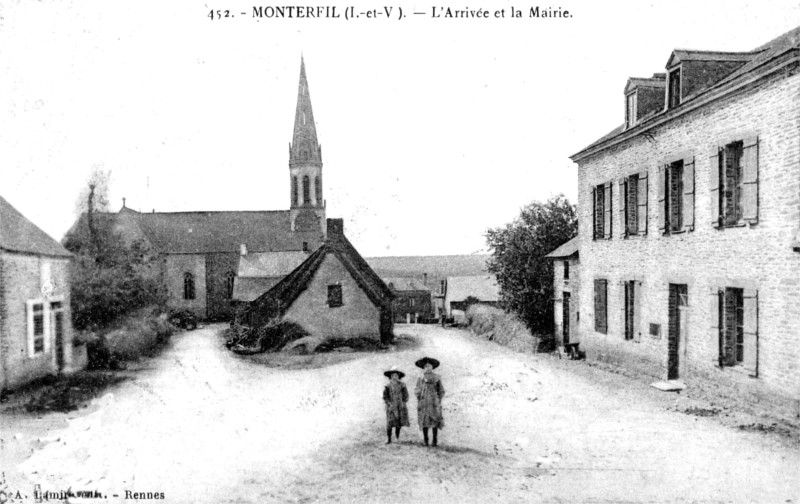
Le bourg de Monterfil vers 1905 (carte postale A. Lamiré).
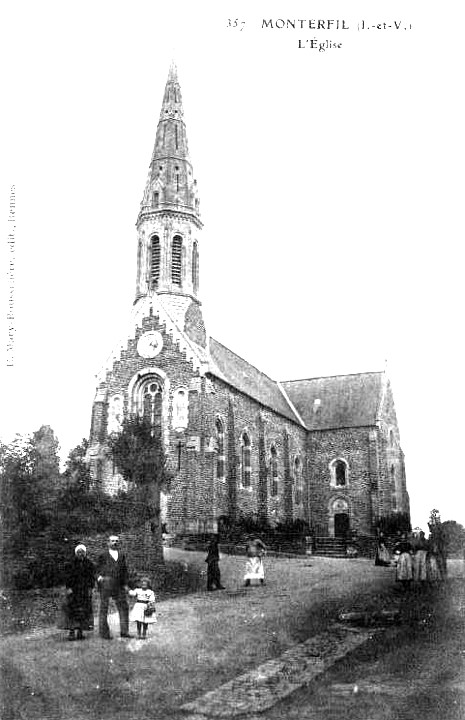
L'église paroissiale de Monterfil au début du XXe siècle (carte postale Edmond Mary-Rousselière).
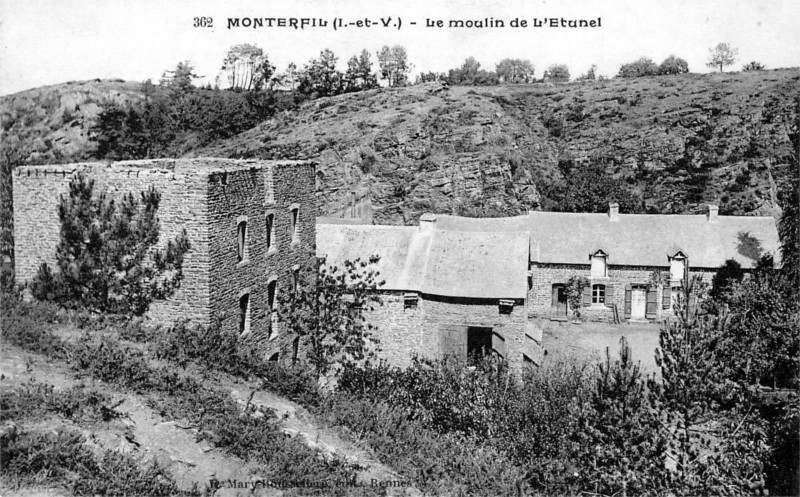
Monterfil ː le moulin de l'Etunel vers 1910 (carte postale E. Mary-Rousselière).

#### La Première Guerre mondiale

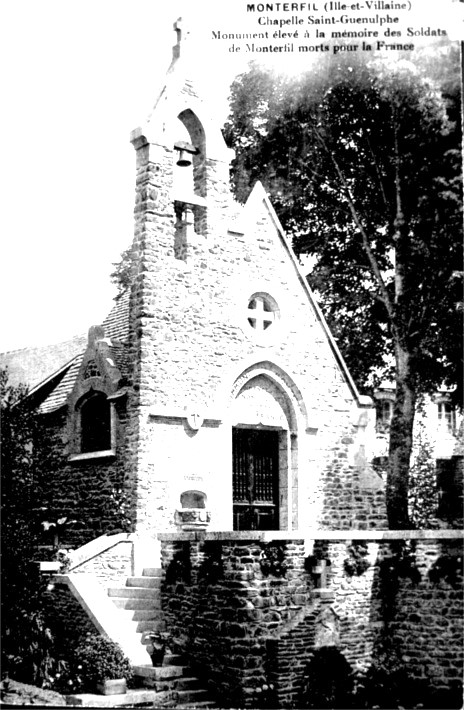
Chapelle Saint-Genulphe, un monument érigé à la mémoire des soldats de Monterfil morts pour la France pendant la Première Guerre mondiale (carte postale).

Dės le 10 mai 1915, Louis Oberthur, maire de la commune, fait le vœu d'édifier après la fin de la guerre une chapelle commémorative ; ce vœu fut honoré par une décision du conseil municipal le 17 novembre 1918, qui zboutit à la construction de la chapelle Saint-Genou, achevée en 1926.
Le monument aux morts de Monterfil porte les noms de 60 soldats morts pour la France pendant la Première Guerre mondiale.
Le journal L'Ouest-Éclair du 10 septembre 1917 raconte l'étrange histoire de « l'homme-femme de Monterfil », une personne née de sexe féminin et mariée qui, ayant reçu l'autorisation de changer de sexe, transforma son prénom "Élisa" en "Élie" et, du coup, fut appelée sous les drapeaux au 41e régiment d'infanterie, mais fut réformé au bout de quinze jours pour « constitution anormale ».

#### L'Entre-deux-guerres
Dans une France souffrant alors de dénatalité, Monterfil, ainsi que la plupart des communes avoisinantes, conservait une forte natalité : en 1934 on enregistre dans la commune 15 naissances, 9 décès et 8 mariages.
L'abbé Léon Porcher, alors vicaire à Monterfil, écrit en 1935 que « la fête de saint Genou se solennise le 20 juin. Une chapelle et une fontaine portent à Monterfil le nom du saint. On y va en pèlerinage et on y obtient des guérisons ».

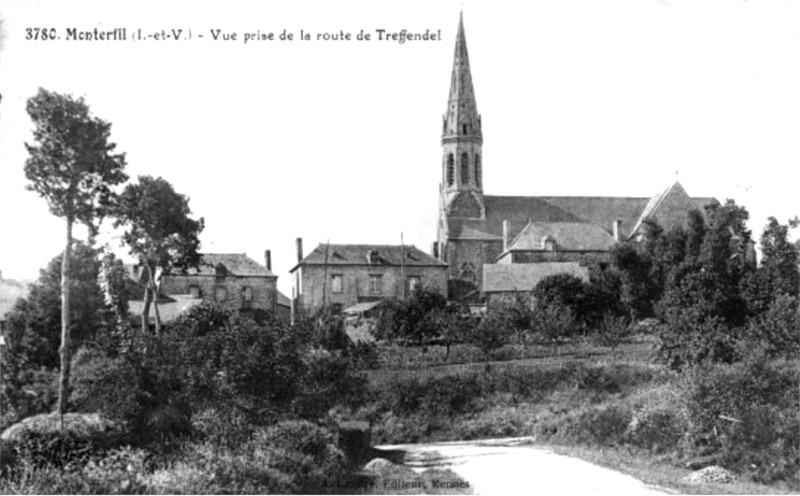
Le bourg vu depuis la route de Treffendel (carte postale, vers 1925).
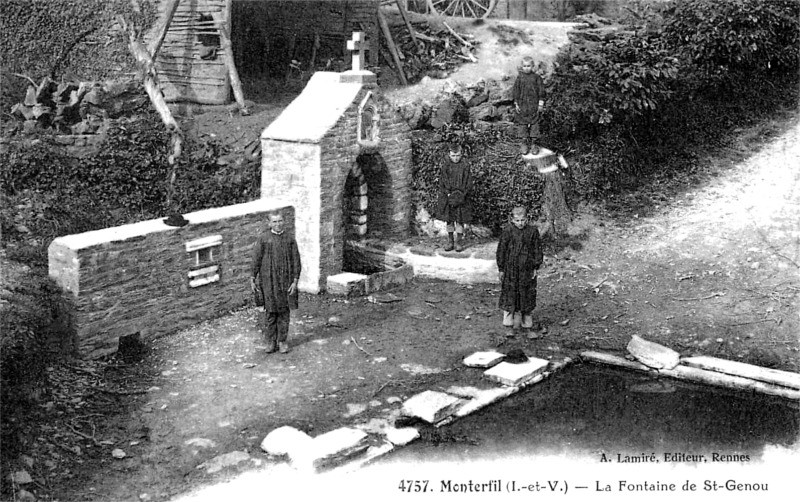
La fontaine Saint-Genou vers 1925 (carte postale A. Lamiré).

#### La Seconde Guerre mondiale

##### Les morts pour la France pendant la Seconde Guerre mondiale
Le monument aux morts de Monterfil porte les noms de sept personnes mortes pour la France pendant la Seconde Guerre mondiale.

##### L'épuration: le massacre du 4 août 1944
Le 4 août 1944, lors de l'épuration, trois femmes sont arrêtées par des FFI pour avoir travaillé aux cuisines du camp de l'armée allemande. Elles sont tondues, marquées par croix gammées, frappées et déshabillées devant le café du village où elles restent attachées pendant des heures en plein soleil, puis conduites, par une dizaine de résistants de la dernière heure fortement alcoolisés, après un simulacre de procès, dans un petit bois où elles sont contraintes de creuser leurs propres tombes avant d'être pendues, dépendues parce que la corde ne coulisse pas, puis achevées à coups de pelles. Le principal instigateur des violences n'est autre que le fils du maire de l'époque.

## Héraldique
| Blason de Monterfil | Blason  | D'argent à trois fasce de gueules à l'épée renversée d'argent garnie d'or planté dans une montagne de sable, l'épée senestré d'un moucheture d'hermine de sable. |
| Blason de Monterfil | Détails | Le statut officiel du blason reste à déterminer. |

## Politique et administration
| Période                                  | Période  | Identité               | Étiquette | Qualité |
| ---------------------------------------- | -------- | ---------------------- | --------- | --- |
| avant 1802                               | 1813     | Julien Duault          |           | Laboureur (désigné par le sous-préfet). Assassiné par un de ses administrés, Pierre Rolland, qui fut exécuté à Rennes pour ce crime.                                                                                    |
| 1813                                     | 1833     | Pierre Morand          |           | Marchand (désigné par le sous-préfet). |
| 1833                                     | 1855     | Mathurin Chollet       |           | Laboureur. |
| 1855                                     | 1871     | Julien Duault          |           | Laboureur (assassiné le 13/10/1871). Fils de Julien Duault, maire jusqu'en 1813. |
| 1871                                     | 1904     | Charles Oberthür       |           | Imprimeur. |
| 1904                                     | 1906     | Emmanuel Soufflet      |           | Commerçant. |
| 1906                                     | 1945     | Louis-Gabriel Oberthür |           | Industriel à la Brosserie. Propriétaire terrien. Chevalier du Mérite agricole. Fils de Charles Oberthür, maire entre 1871 et 1904. Conseiller d'arrondissement en 1910. Président des maires d'Ille-et-Vilaine en 1938. |
| 1945                                     | 1965     | Pierre Leborgne        | MRP       | Jardinier horticulteur. |
| 1965                                     | 1977     | Pierre Lefeuvre        |           | Agriculteur. |
| 1977                                     | 1983     | Pierre Rubin           |           | Agriculteur. |
| 1983                                     | 1995     | Pierre Paviot          |           | Professeur. |
| 1995                                     | 2007     | Georges Duvivier       | DVD       | Ancien commandant du 62e régiment d'infanterie jusqu'en 1992. Journaliste à Ouest-France. Chevalier de la Légion d'honneur.                                                                                             |
| 2007                                     | 2014     | Ghislaine Perrault,    | NC        | Mère au foyer. |
| 2014                                     | En cours | Michel Duault          | UDI       | Cadre commercial (retraité). |
| Les données manquantes sont à compléter. |          |                        |           | |

## Démographie
L'évolution du nombre d'habitants est connue à travers les recensements de la population effectués dans la commune depuis 1793. Pour les communes de moins de 10 000 habitants, une enquête de recensement portant sur toute la population est réalisée tous les cinq ans, les populations de référence des années intermédiaires étant quant à elles estimées par interpolation ou extrapolation. Pour la commune, le premier recensement exhaustif entrant dans le cadre du nouveau dispositif a été réalisé en 2005.

En 2022, la commune comptait 1 352 habitants, en évolution de +3,21 % par rapport à 2016 (Ille-et-Vilaine : +5,46 %, France hors Mayotte : +2,11 %).
| 1793 | 1800 | 1806 | 1821 | 1831 | 1836 | 1841 | 1846 | 1851 |
| ---- | ---- | ---- | ---- | ---- | ---- | ---- | ---- | ---- |
| 850  | 786  | 868  | 880  | 881  | 825  | 802  | 853  | 870  |

| 1856 | 1861 | 1866 | 1872 | 1876 | 1881 | 1886 | 1891 | 1896 |
| ---- | ---- | ---- | ---- | ---- | ---- | ---- | ---- | ---- |
| 887  | 800  | 866  | 852  | 875  | 917  | 927  | 944  | 916  |

| 1901 | 1906 | 1911 | 1921 | 1926 | 1931 | 1936 | 1946 | 1954 |
| ---- | ---- | ---- | ---- | ---- | ---- | ---- | ---- | ---- |
| 919  | 901  | 860  | 788  | 787  | 768  | 750  | 733  | 704  |

| 1962 | 1968 | 1975 | 1982 | 1990 | 1999 | 2005  | 2006  | 2010  |
| ---- | ---- | ---- | ---- | ---- | ---- | ----- | ----- | ----- |
| 639  | 594  | 720  | 868  | 915  | 978  | 1 104 | 1 122 | 1 273 |

| 2015  | 2020  | 2022  | - | - | - | - | - | - |
| ----- | ----- | ----- | - | - | - | - | - | - |
| 1 305 | 1 334 | 1 352 | - | - | - | - | - | - |

## Enseignement
- École publique du Rocher[62].
- École privée mixte Saint-Gildas[63].

## Monuments et sites
La commune ne compte aucun monument historique. On peut cependant noter :
- L'église Saint-Genou-et-Saint-Étienne (construite vers 1860 par l'architecte Jacques Mellet). Cette église remplace une église ancienne qui datait du XVIe siècle. Cette dernière ayant elle-même, au dire d'une légende, remplacé une église construite par Jehan de la Villehué seigneur de Monterfil et incendiée par les Huguenots. Les armes des seigneurs de Monterfil et de leurs alliances étaient jadis visibles sur plusieurs chapiteaux de l'église dont l'un daté de 1576 (saint Genou est le premier évêque de Cahors au milieu du IIIe siècle).

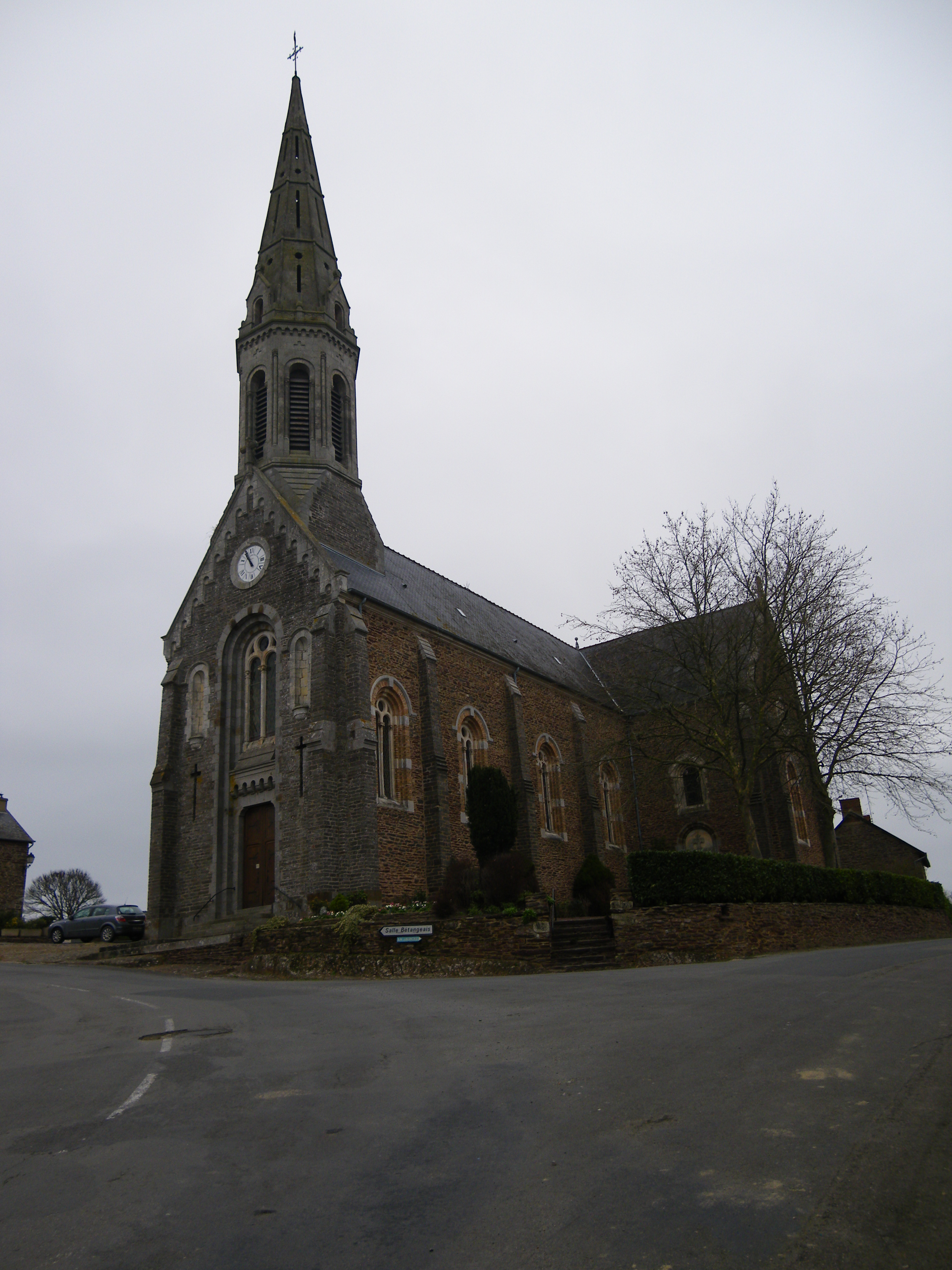
L'église paroissiale : vue extérieure d'ensemble.
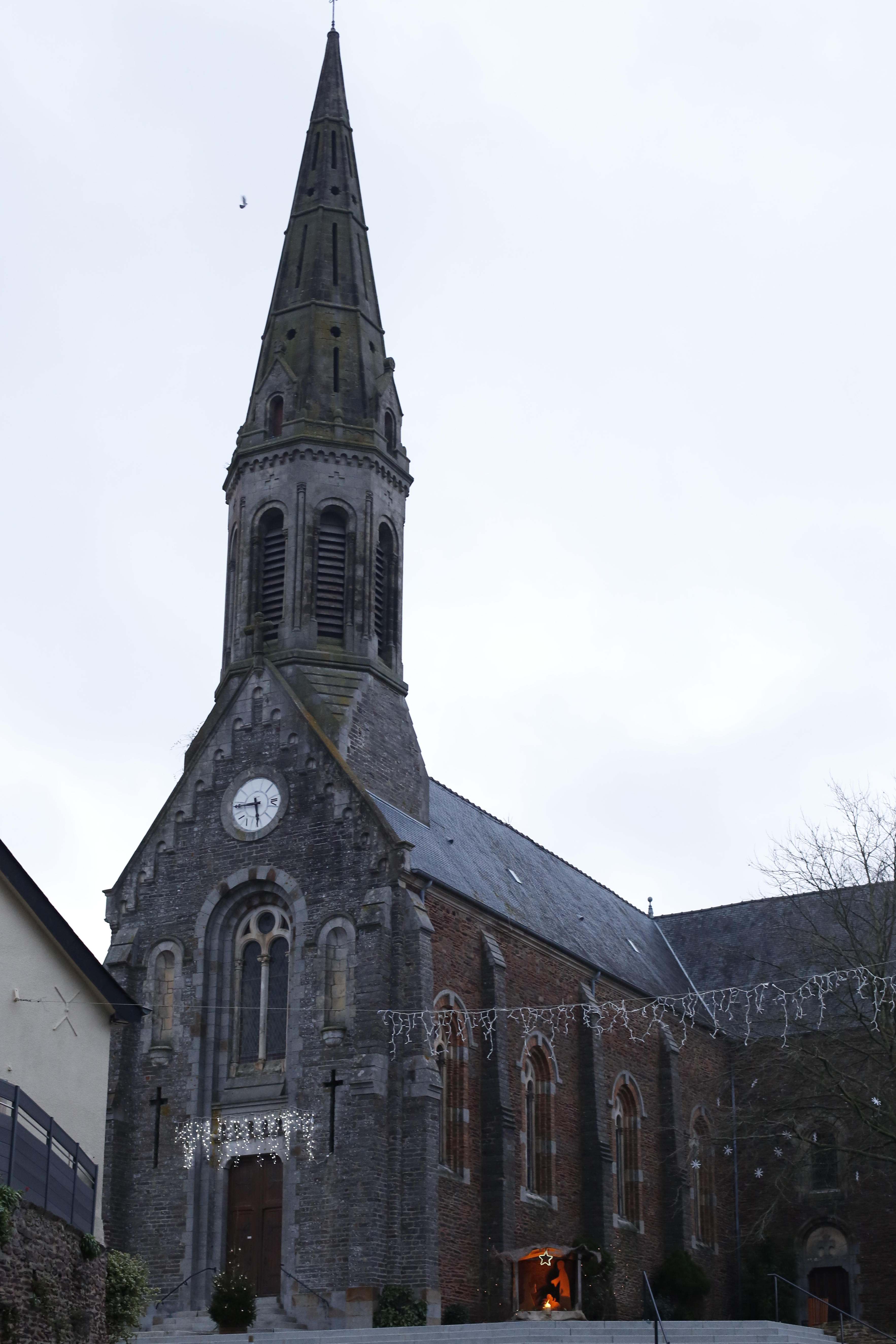
Le clocher de l'église paroissiale.

- La chapelle Saint-Genou, monument aux morts et fontaine, est une petite chapelle, élevée en l'honneur des morts de la guerre de 1914-1918, au-dessus de la fontaine Saint-Genou. Elle a été construite par l'architecte Hyacinthe Perrin, à la demande du maire Louis Oberthür et bénite en 1926 par le cardinal Charost, archevêque de Rennes.
- La fontaine Saint-Genou, située à proximité de l'église, était par le passé « visitée par des milliers de pèlerins, surtout le 20 juin, jour de la fête patronale. Les eaux de cette fontaine ont le pouvoir de faire disparaître les courbatures, la goutte et les douleurs rhumatismales » écrit Adolphe Orain en 1897[64].
- La croix, aux armes des seigneurs de Monterfil, se dresse dans le cimetière.
- Le château du Logis[65](XIXe siècle) avec son parc dessiné par les frères Denis et Eugène Bühler.

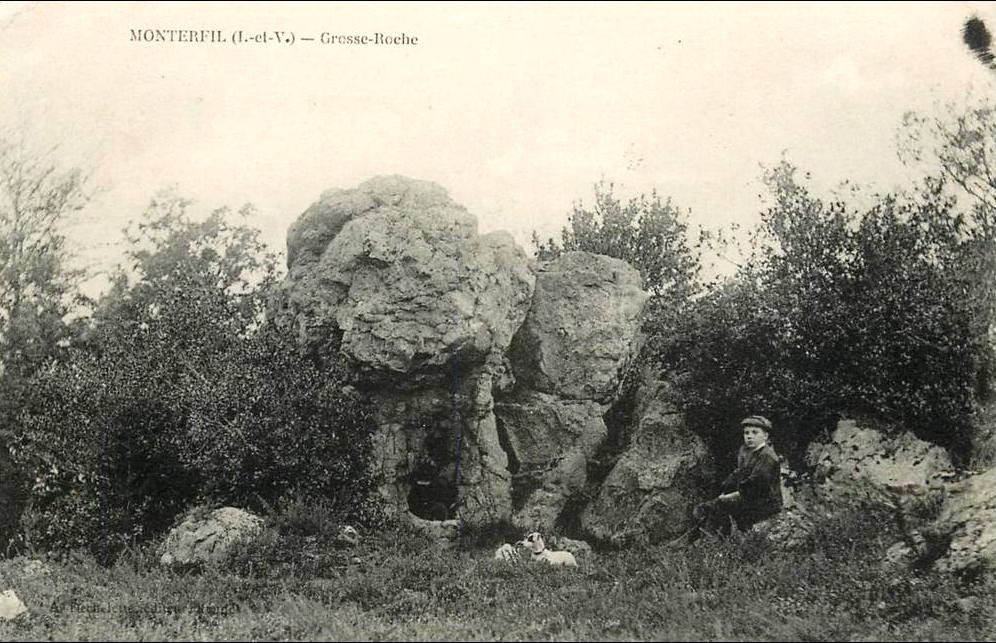
Grosse Roche (carte postale).

- Les moulins à eau de Bonnais, d'Abas et de l'Arche.
- Grosse Roche : c'est un bloc de grès rose de 6 mètres de long, 3,5 mètres de large et 3 mètres de haut, qui semble posé sur le lande. Selon des légendes, soit, selon Paul Sébillot, des fées auraient déposé ce caillou à cet endroit[66], soit c'est un menhir que la Fée Viviane aurait perdu alors qu'elle était poursuivie par Merlin[67].
- La grotte de Rovény abrite une statue de Notre-Dame-de-Lourdes.

## La Gallésie en fête
- La Gallésie en fête festival organisé depuis plus de trente ans autour de la culture gallèse : musique, danse, contes, jeux traditionnels, gastronomie[68]…

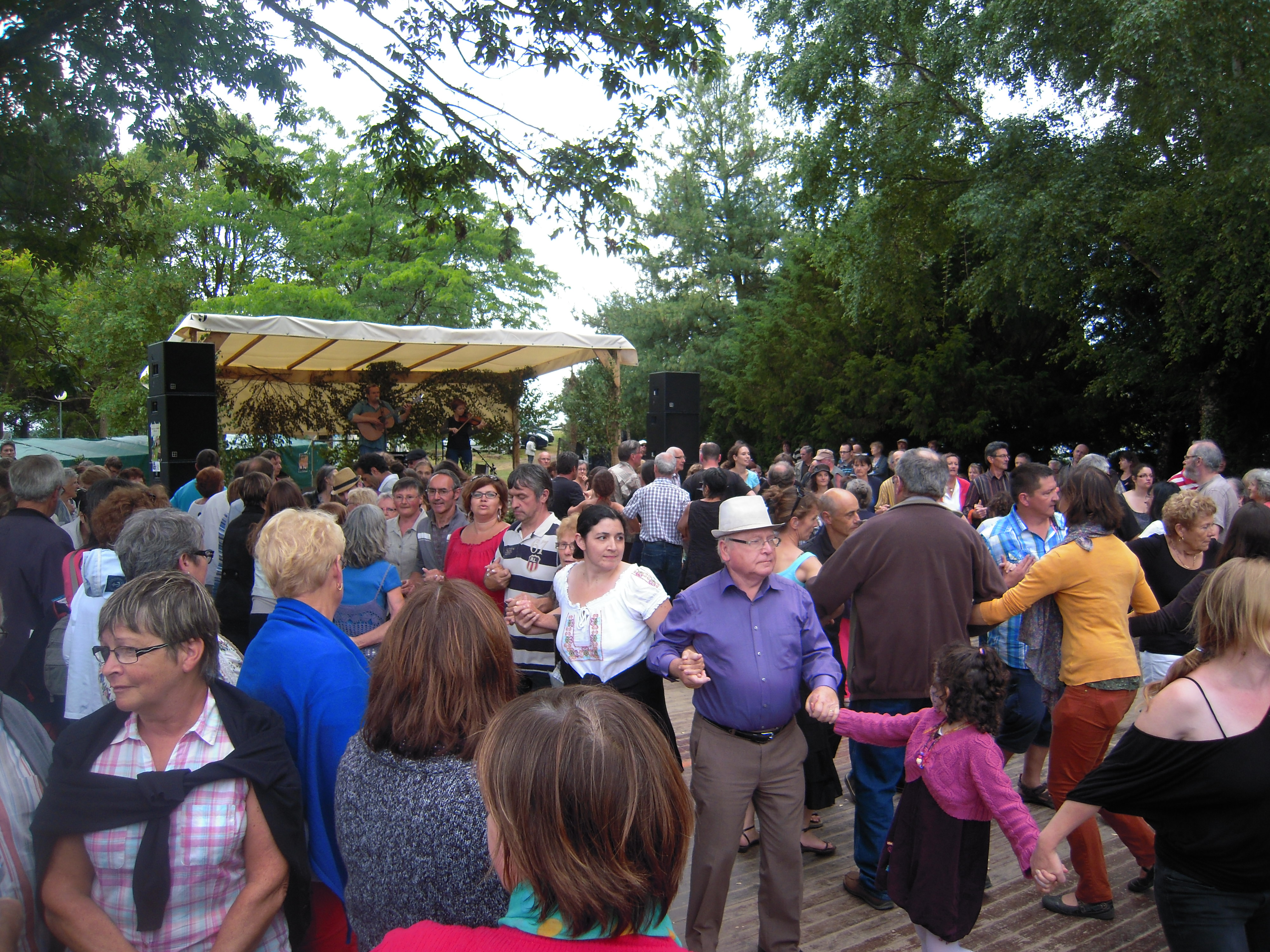
Fest-deiz
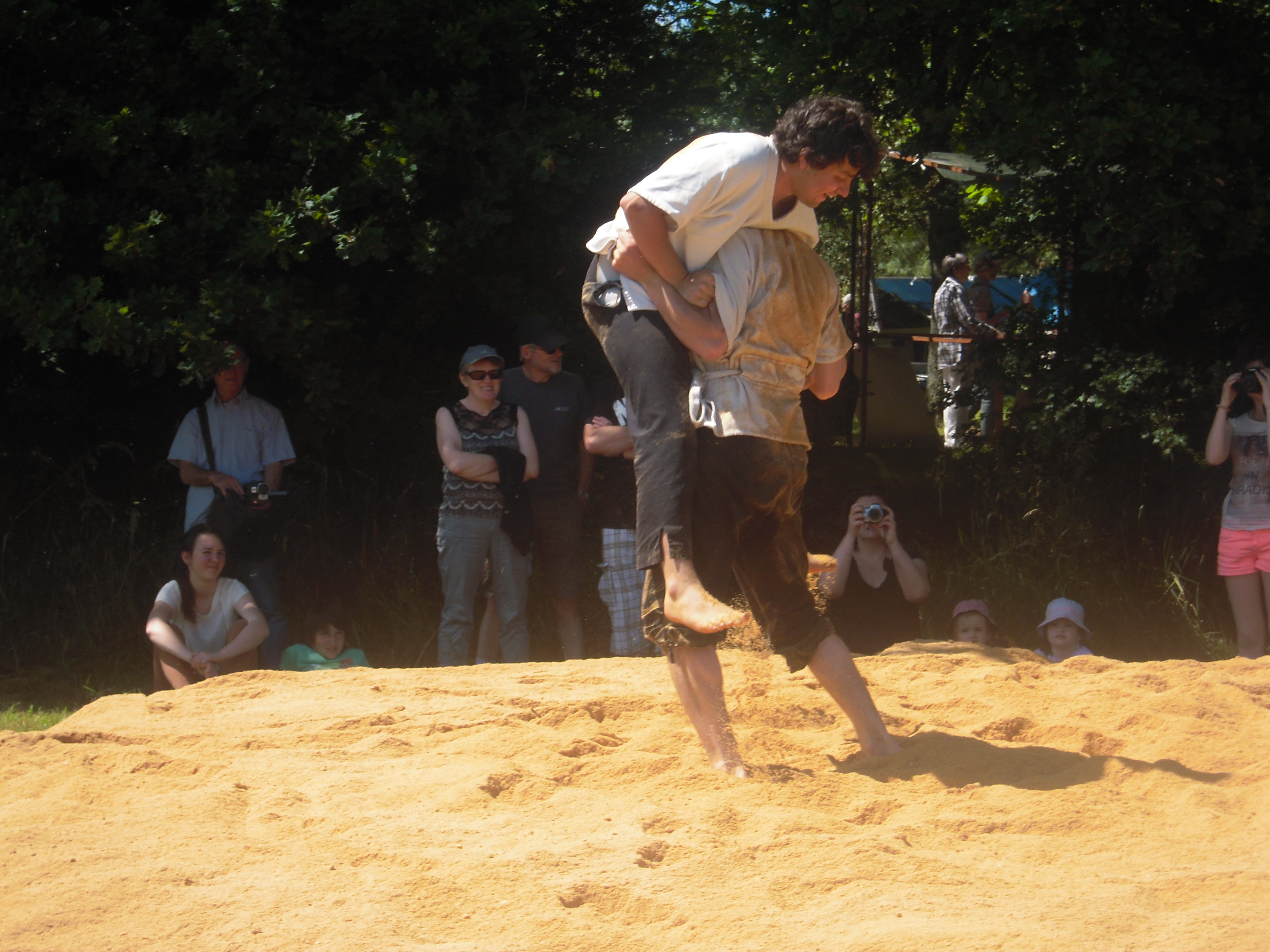
Gouren
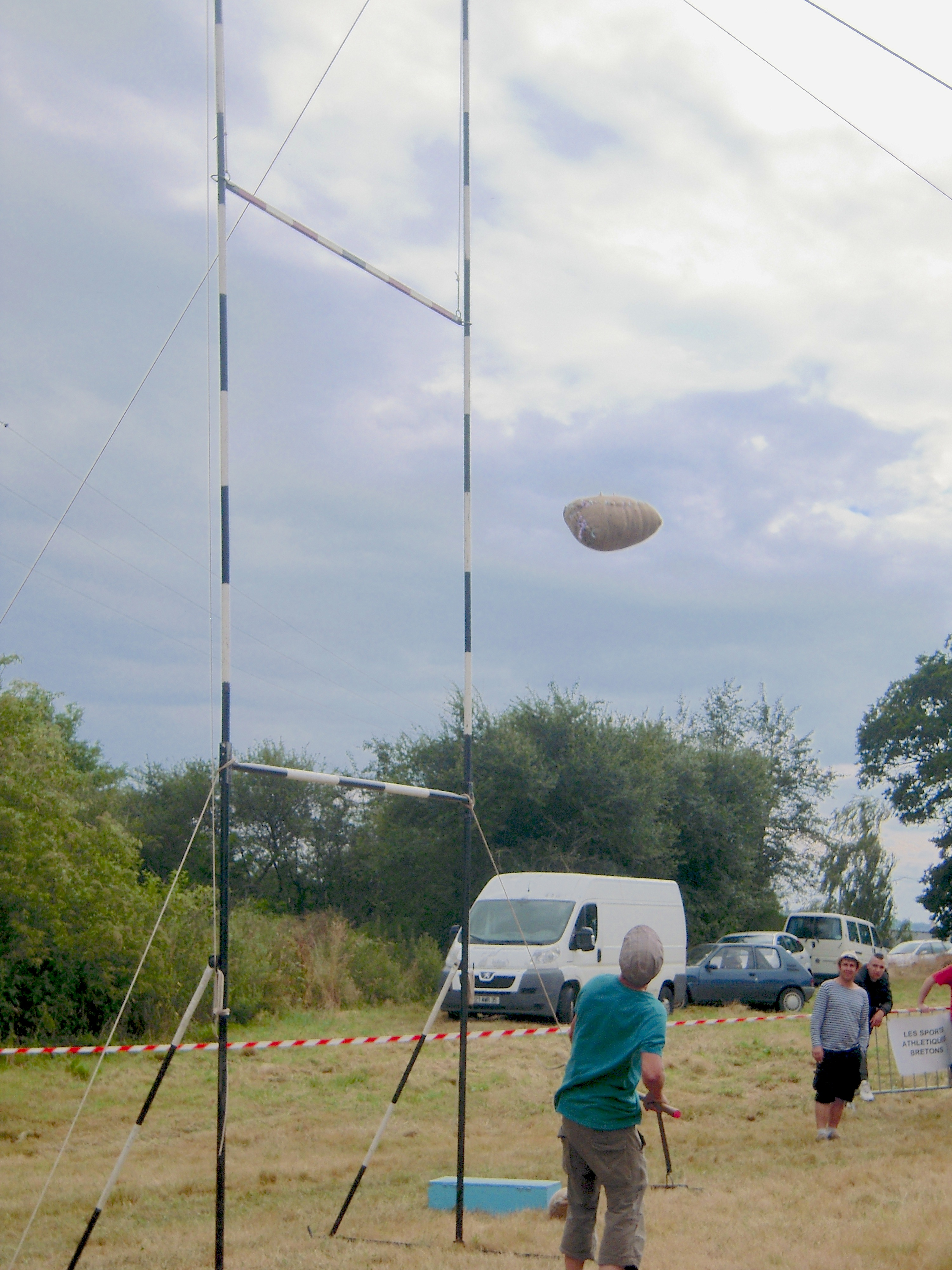
Lancer de bottes de paille
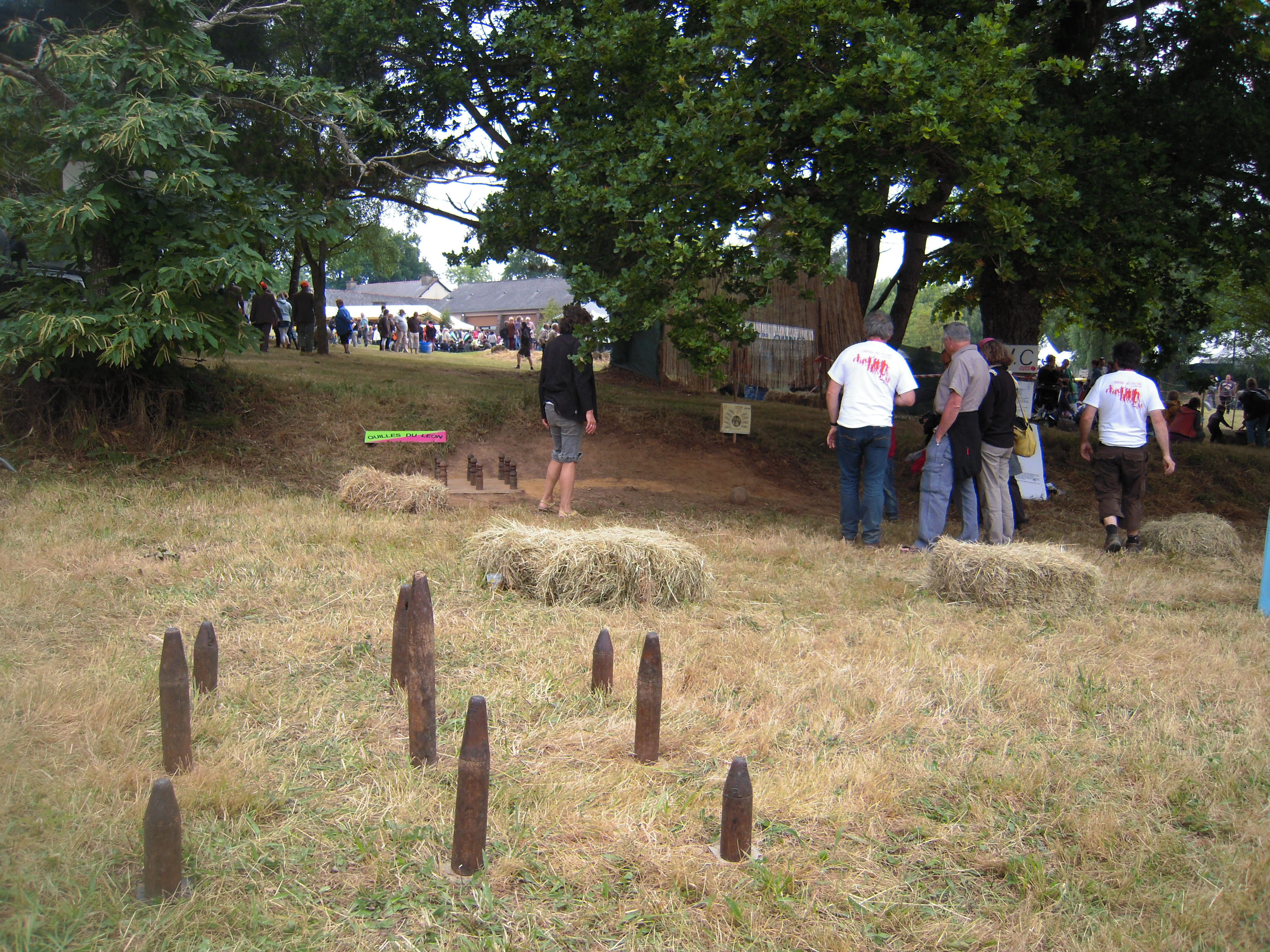
Jeux de quilles
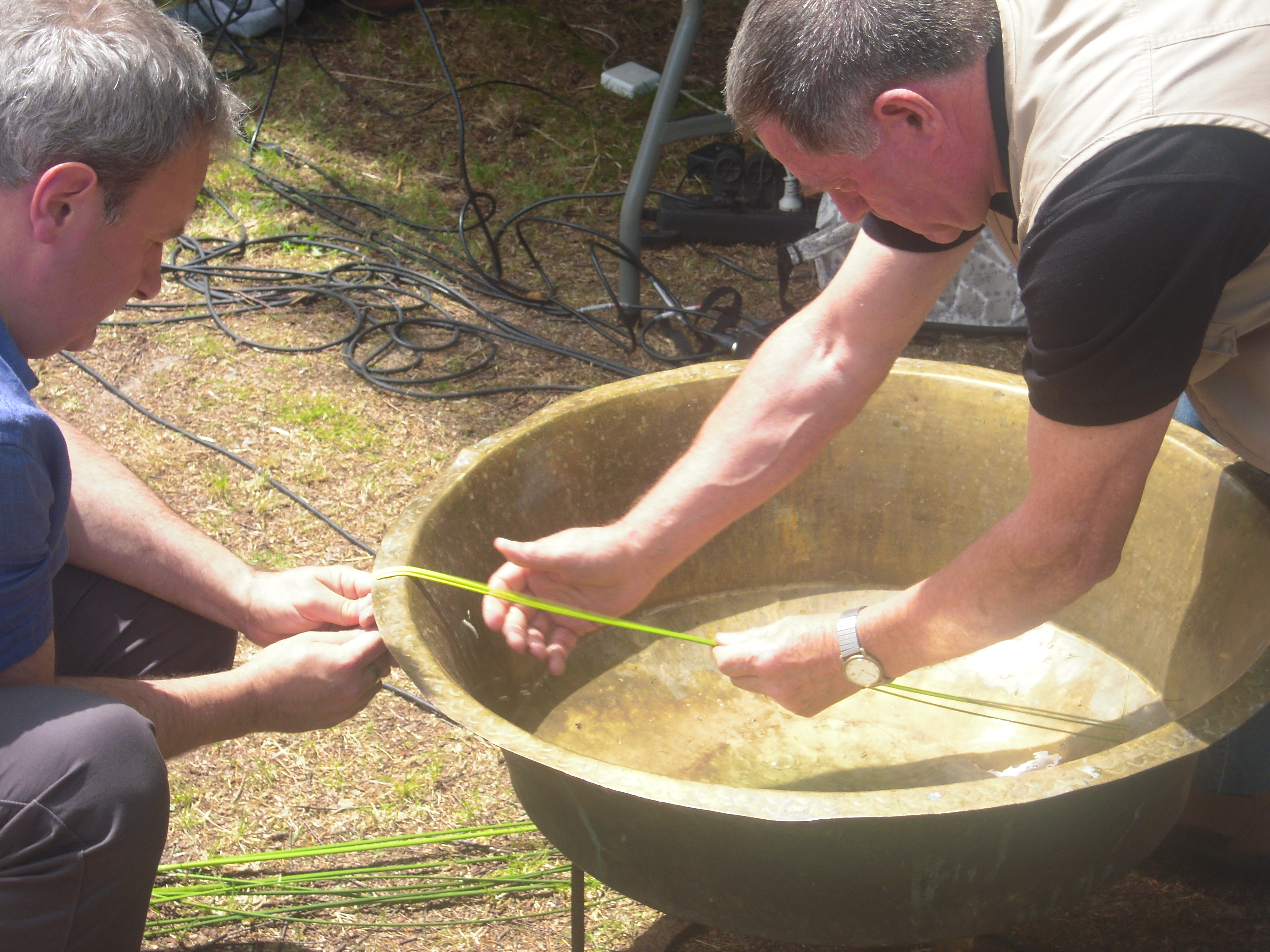
Tirer les joncs

## Personnalités liées à la commune
- Famille Huchet
- Francis Blin a peint les paysages des alentours de Monterfil au XIXe siècle, par exemple Landes de Monterfil, Paysage à Monterfil, Dans les landes de Monterfil, Le matin dans la lande, souvenir de Monterfil (1859)[69].

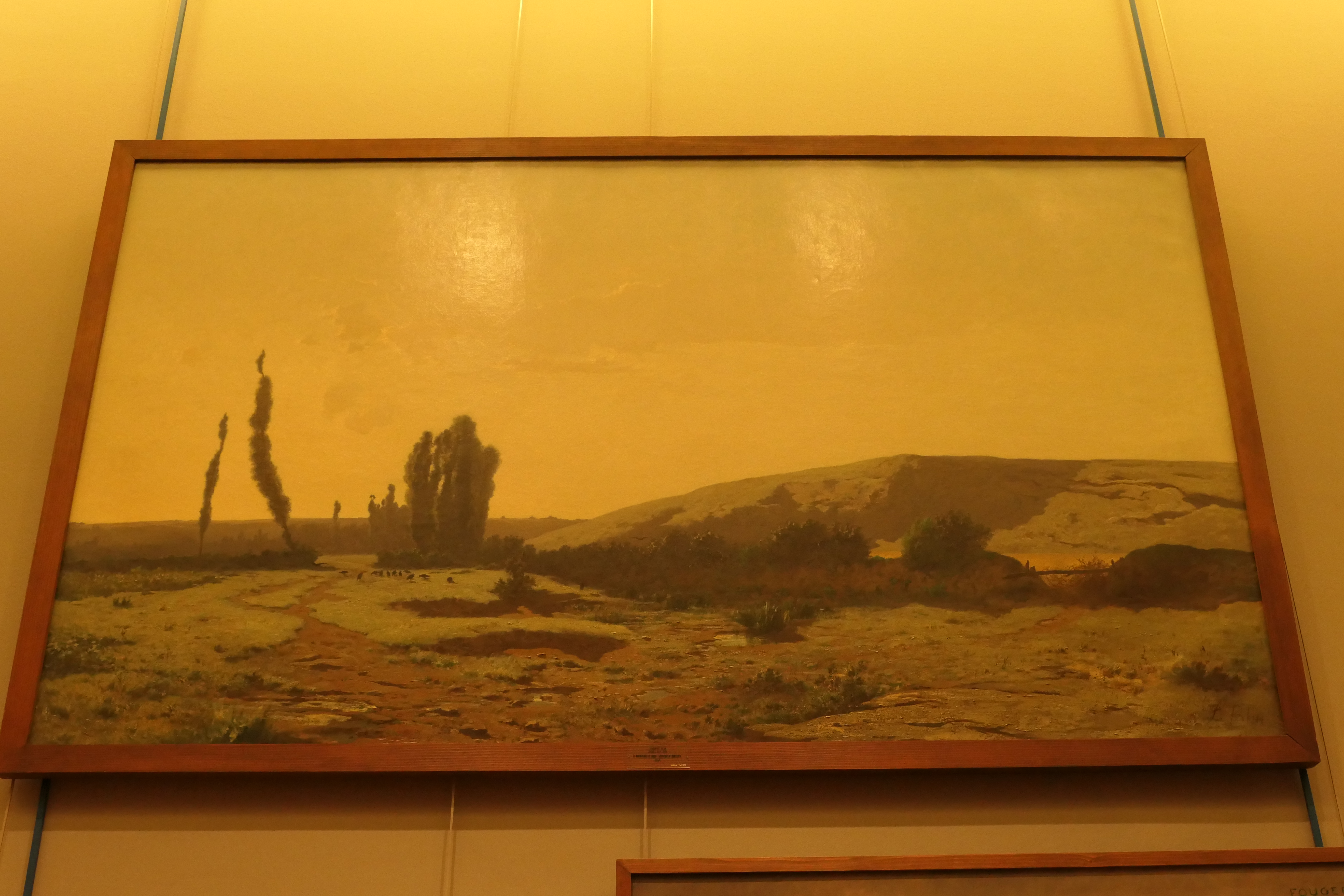
Francis Blin : Le Matin dans la lande, souvenir de Monterfil (1859, Musée des Beaux-Arts de Rennes).

- Amédée Guérard a aussi peint des œuvres représentant Monterfil.
- François-Charles Oberthür, imprimeur, adjoint au maire (1864-1871)